# Flughafen Burgas

i8
i11
i13

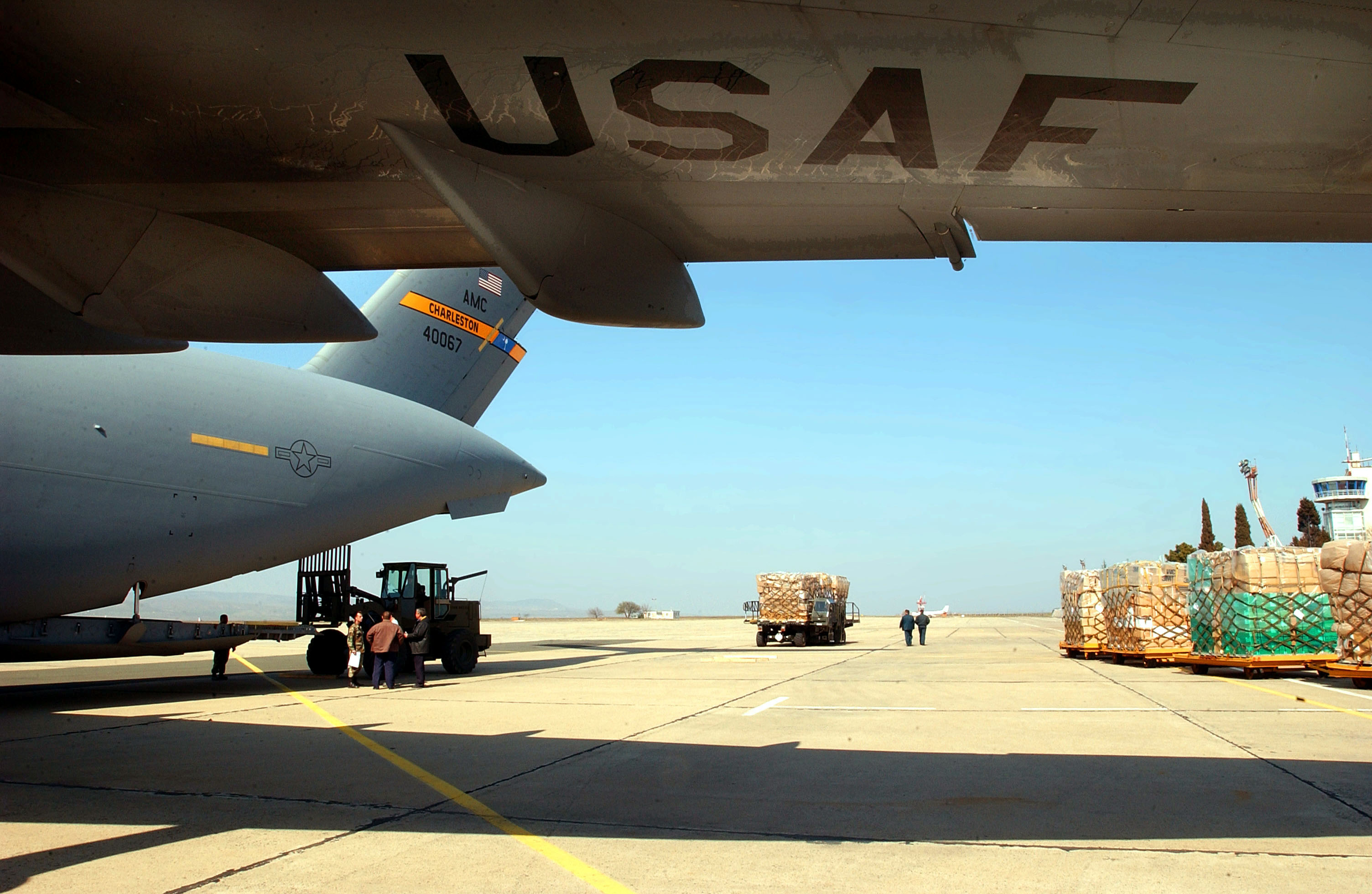
Beladung eines Transportflugzeuges der USAF

Der Flughafen Burgas (bulgarisch Летище Бургас/Letischte Burgas; IATA-Code: BOJ, ICAO-Code: LBBG) liegt nördlich des Zentrums von Burgas (Bulgarien) und grenzt im Süden an den Stadtbezirk Sarafowo. Er ist der zweitälteste und heute mit rund 3 Mio. Passagieren (2017), nach dem Flughafen Sofia, der meistfrequentierte Flughafen Bulgariens. Die Touristenzentren Sonnenstrand, Nessebar, Obsor, Pomorie, Sosopol und Djuni befinden sich in einem Umkreis von 10 km bis 40 km. Er wird überdies durch NATO und die bulgarischen Luftstreitkräfte auch militärisch genutzt. Der Flughafen wird als Luftfahrt-Drehkreuz von mehreren bulgarischen Airlines genutzt.
Mit einer Länge von 3200 m eignet sich die Start- und Landebahn auch für Großraumjets wie die Boeing 747 oder Boeing C-17. Bis zur Eröffnung der neuen Landebahn am Flughafen Sofia besaß Burgas die längste Landebahn Bulgariens. Im Oktober 2010 begann der Aus- und Neubau des Flughafens. Ende 2013 wurde der neue Passagierterminal eröffnet.

## Verkehrsanbindung
Der Flughafen Burgas liegt 10 km nördlich vom Stadtzentrum und ist über die vierspurige Republikstraße 9 Richtung Warna zu erreichen. Der Flughafen ist von der Innenstadt nur durch den Atanassow-See getrennt, der teilweise bei Ab- und Landeanflug überflogen wird. Die Buslinie 15 des städtischen Verkehrsbetriebs Burgasbus verbindet den Flughafen mit der Innenstadt von Burgas. Die Linie 15 verkehrt täglich zwischen 5 und 23 Uhr im 25-Minuten-Takt zwischen Hauptbahnhof über das städtische Krankenhaus, das Lasur-Stadion, dem Stadtbezirk Sarafowo zum Flughafen. Darüber hinaus halten einige regionale und überregionale Buslinien von und in den Touristengebiete (Sonnenstrand, Nessebar, Warna) nördlich von Burgas am Flughafen an.

## Geschichte
1927 wählten Experten der französischen Fluggesellschaft CIDNA (später Air France) den Standort auf einer Anhöhe, etwa 10 Kilometer nordöstlich von Burgas, für den Flughafen aus. Im Jahre 1942 bauten deutsche Ingenieure und Geodäten den Flughafen Burgas aus, um die Landung größerer Flugzeuge zu erleichtern. Der Flughafen wurde bei diesem Umbau elektrifiziert und mit großen Treibstofftanks ausgestattet.
Am 29. Juni 1947 landen mit einem Linienflug die ersten 14 Fluggäste in einer Junkers Ju 52. Dieses Datum gilt heute als Geburtsdatum der bulgarischen Zivilluftfahrt. Zwischen 1962 und 1963 wurde eine Rollbahn aus Stahlbeton von einer Länge von 2600 m errichtet, die zwischen 1977 und 1979 auf 3200 m verlängert wurde. Das Ergebnis bezeichnete die nationale Presse als „den modernsten Flughafen in Bulgarien“ und „den Luft-Palast Burgas“. 1970 wurde der Flughafen Burgas zum internationalen Flughafen. Flugzeuge aus 45 Destinationen landeten oder starteten. Im Jahr 1980 wurde der Flughafen Burgas als einziger als Flughafen der "zweiten Kategorie" eingestuft. Im Jahr 1991 wurde der Flughafen Burgas als erster bulgarischer Flughafen Mitglied des Weltverbandes der Flughäfen ACI.
Seit 2001 nutzt die United States Air Force den Flughafen für Zwischenlandungen, als Basis für Luftbetankungsoperationen sowie über den naheliegenden amerikanischen Militärstützpunkt "Camp Sarafovo" auch für den Luftumschlag. Daher sind neben Tankflugzeugen vom Typ Boeing KC-135 und McDonnell Douglas KC-10 häufig militärische Großraumflugzeuge sowie auch solche ziviler Auftragsnehmer wie beispielsweise Kalitta Air und der Volga-Dnepr Airlines anzutreffen. Sanierung und Modernisierung des Flughafens im Jahr 2001 wurde teilweise mit Mitteln der United States Agency for International Development finanziert. Inzwischen wickeln auch die bulgarischen Luftstreitkräfte Transportflüge über den Flughafen Burgas ab.
Ende 2004 wurde der Flughafen Burgas als "bester bulgarischer Flughafen" ausgezeichnet und erhielt als der sich am dynamischsten entwickelnde Flughafen Bulgariens einen Preis des Verkehrsministeriums. Infolge der Finanzkrise ab 2007 und der einhergehenden Stagnation des Tourismus, konnten 2009 ca. 1,7 Millionen Passagiere (−11,99 % gegenüber Vorjahr) und 15.634 Flüge (−7,77 % gegenüber Vorjahr) abgewickelt werden.
Aufgrund der günstigen meteorologischen Verhältnisse sind wetterbedingte Schließungen selten. Aus diesem Grunde fungiert er häufig auch als Ausweichflugplatz für die übrigen bulgarischen Flughäfen. Inlandsflüge werden nach Sofia und Warna angeboten, internationaler Linienverkehr besteht nach Wien, London, Budapest, Tel Aviv und Moskau.
Am 18. Juli 2012 wurden bei einem Anschlag auf einen Reisebus vor dem Flughafen 7 Menschen getötet, darunter fünf Israelis und ein Bulgare. Bis zu 32 weitere Personen, darunter zwei Russen, wurden teilweise schwer verletzt.

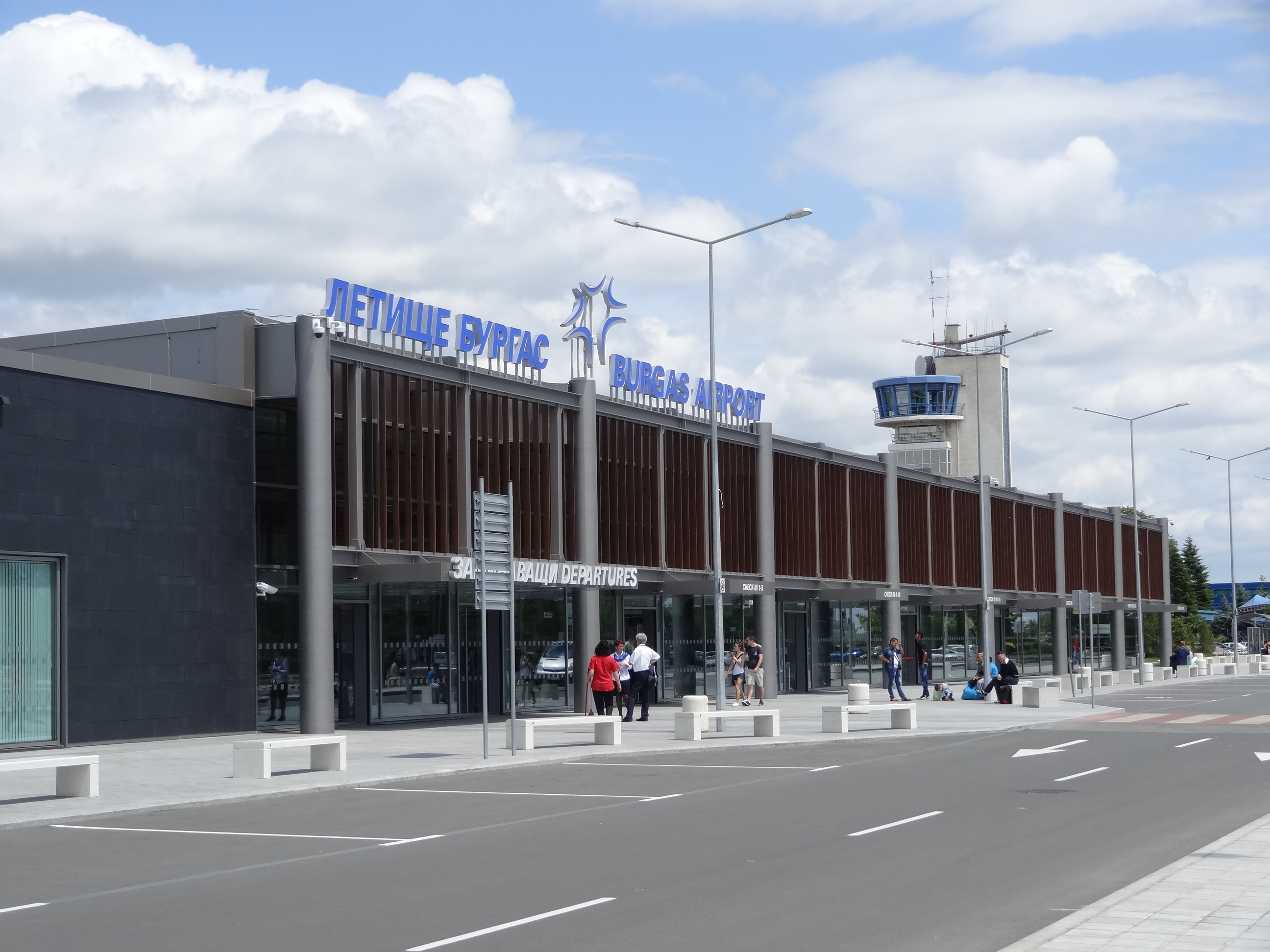
Teil des neuen Terminals

Aufgrund des hohen Investitionsbedarf zur Modernisierung und Erweiterung des Flughafens wurde der Betrieb des Flughafens im Jahr 2006 im Wege der Ausschreibung privatisiert und eine 35-jährige Konzession für die Flughäfen Warna und Burgas an die Fraport Twin Star Airport Management AD, an der die deutsche Fraport AG (Betreiber des Flughafens Frankfurt/Main) beteiligt ist, vergeben. Bei der Vergabe konnte sich die Fraport-Gruppe gegen die dänische Copenhagen Airports A/S behaupten.
Die Burgas Airport Ltd. will in den Ausbau bis 2009 49,6 Mio. € investieren und abschließen. Davon sollen 33,5 Mio. € für den Bau eines neuen 43.200 m² großen Passagierterminal einfließen.

## Fluggesellschaften
Einige Fluggesellschaften fliegen Burgas im Liniendienst an. Im Sommer bedienen außerdem eine große Zahl Charterfluggesellschaften aus ganz Europa den Flughafen.
Im deutschsprachigen Raum werden folgende Flughäfen angeflogen: Berlin, Frankfurt am Main, Dresden, Dortmund, Stuttgart, Düsseldorf, Hamburg, München, Wien und Salzburg.

## Zwischenfälle
- Am 3. September 1968 wurde eine Iljuschin Il-18E der bulgarischen Bulair (Luftfahrzeugkennzeichen LZ-BEG) auf dem Rückflug von Dresden im Anflug auf den Flughafen Burgas in den Boden geflogen. Beim Umfliegen von Schauern und einem Gewitter wurde die Maschine in einer Höhe von knapp 200 Metern bei Karnobat ins Gelände geflogen, 45 Kilometer vor dem Zielflughafen. Bei diesem CFIT (Controlled flight into terrain) wurden 47 der 89 Personen an Bord getötet.[14]

## Verkehrszahlen
Der Flughafen Burgas empfing an folgenden Tagen den „millionsten Passagier“ des jeweiligen Jahres:
- 2005 – Mitte August
- 2006 – am 3. August
- 2007 – am 30. Juli
- 2008 – am 28. Juli
- 2009 – am 6. August
- 2011 – am 26. Juli
- 2022 – am 10. August[15]
- 2023 – am 2. August[16]

2006 wurden in Burgas 1.816.329 Passagiere und 14.429 Flugbewegungen gezählt. Am 2. Oktober 2007 wurde ein weiteres Rekordjahr verbucht, als die Marke von 1,9 Millionen Passagieren erreicht wurde (für das gesamte Jahr 2006 wurden 1.802.035 Passagiere abgefertigt). 2010 wurde zwar ein Anstieg der Passagierzahl von 11,12 % gegenüber dem Vorjahr verzeichnet, jedoch lag dieser Wert immer noch unter dem des Jahres 2008. So wurden für das gesamte Jahr 2010, 1.894.109 Passagiere willkommen geheißen. Der Großteil von ihnen waren deutsche Urlauber.
Der Flughafen Burgas empfing an folgenden Tagen den „Zwei Millionste Passagier“ des jeweiligen Jahres:
- 2011 – am 16. September[20]
- 2012 – am 1. September[21]
- 2013 – am 28. August[22]
- 2014 – am 25. August[23]

| Jahr | Fluggastaufkommen | Luftfracht (Tonnen) | Flugbewegungen |
| ---- | ----------------- | ------------------- | -------------- |
| 2024 | 1.808.300         | 788                 | 12.902         |
| 2023 | 1.848.169         | 2.556               | 13.174         |
| 2022 | 1.643.581         | 6.244               | 12.293         |
| 2021 | 955.402           | 4.669               | 8.295          |
| 2020 | 424.252           | 3.889               | 4.079          |
| 2019 | 2.858.877         | 4.748               | 19.954         |
| 2018 | 3.277.229         | 8.429               | 23.284         |
| 2017 | 2.982.339         | 14.300              | 21.466         |
| 2016 | 2.878.883         | 10.877              | 20.873         |
| 2015 | 2.360.320         | 13.272              | 18.271         |
| 2014 | 2.530.368         | 5.354               | 19.088         |
| 2013 | 2.480.099         | 2.625               | 18.447         |
| 2012 | 2.380.536         | 2.281               | 18.856         |
| 2011 | 2.253.320         | 5.991               | 19.215         |
| 2010 | 1.894.109         | 5.654               | 15.837         |